# Não Me Guardes no Coração
Não me Guardes no Coração é um romance do escritor português José Leon Machado, publicado em 2005 pela Pena Perfeita. Foi, no entanto, publicado em 1996 com o título de A Forma de Olhar, tendo o autor recuperado o mesmo título na terceira edição (Edições Vercial, 2010).

O romance conta a história de um jovem estudante de Filosofia que vai passar um mês num campo de férias em França, convivendo com jovens da mesma idade de várias nacionalidades: belgas, holandeses, gregos, turcos, israelitas, argelinos, noruegueses e franceses. Escrito com humor, o romance capta de uma forma original o confronto entre diferentes culturas, facilmente ultrapassável através da linguagem universal: a do amor e da amizade.